# SOS (Silverstein)
SOS è un singolo promozionale della band canadese Silverstein, pubblicato il 24 ottobre 2012 come seconda canzone tratta dall'album del 2012 Short Songs. Precedentemente, due mesi prima dell'uscita dell'album (avvenuta il 7 febbraio 2012), la band aveva messo a disposizione la canzone su Bandcamp il 1º dicembre 2011. La canzone era stata anche inclusa nella compilation Another Hopeless Summer 2012. Si tratta dell'ultimo singolo (nonché dell'ultimo video) in cui è presente il chitarrista Neil Boshart, che ha lasciato la band ad agosto del 2012, sostituito da Paul Marc Rousseau.

## Testo
Nel testo si parla sostanzialmente della fine di una relazione (probabilmente amorosa, anche se potrebbe riferirsi anche ad un legame di amicizia o d'altro tipo), causata dalle bugie e dai cattivi comportamenti assunti nei confronti del narratore dall'altra persona. La richiesta di soccorso richiamata nel titolo si riferirebbe in questo caso alla condizione "disperata" in cui versa la coppia.

## Video
Il video della canzone è stato diretto dal chitarrista della band Josh Bradford in partnership con l'associazione MuchMore, e si compone di materiale filmato live durante il tour dei Silverstein che nel corso del 2012 li ha portati in 31 diversi Paesi. Il video si apre con l'immagine di un aereo della Express Air (compagnia aerea indonesiana) che atterra o decolla, ed in sovrimpressione il testo che recita "I Silverstein portano incessantemente la loro musica in posti sempre nuovi ed interessanti. Quest'anno li ha portati in 31 Paesi...". Successivamente il video alterna scene riprese durante i concerti ad altre scene riprese in vari momenti del tour. Al termine l'indicazione "Ci vediamo l'anno prossimo...". Il video è stato pubblicato il 24 ottobre 2012 sul canale di YouTube del gruppo.

## Formazione
- Shane Told - voce
- Josh Bradford - chitarra elettrica
- Neil Boshart - chitarra elettrica
- Paul Koehler - batteria
- Billy Hamilton - basso

## Curiosità
I 31 Paesi menzionati e ripresi nel video sono: Argentina (dicembre 2011), Australia, Austria, Belgio, Brasile (dicembre 2011), Canada, Cile (dicembre 2011), Danimarca, Filippine, Finlandia, Francia, Germania, Giappone, Hong Kong, Indonesia, Italia, Lussemburgo, Norvegia, Nuova Zelanda, Paesi Bassi, Polonia, Portogallo (poi cancellato), Repubblica Ceca, Russia, Slovacchia, Spagna, Stati Uniti, Svezia, Svizzera e Ungheria, per un totale di 30 Paesi, che non combacia con quanto indicato nel video.